# Not Fit for Broadcast - Live at the BBC
Not Fit for Broadcast - Live at the BBC è il settimo EP del gruppo musicale svedese Refused, pubblicato il 29 agosto 2020 dalla Spinefarm Records.

## Descrizione
Pubblicato per l'annuale Record Store Day, contiene la sessione registrata dal gruppo per il programma della BBC Radio 1 Rock Show with Daniel P Carter trasmessa originariamente il 10 novembre 2019. Per l'occasione è stato inserito anche il brano Economy of Death, mai andato in onda.

## Tracce
Testi e musiche dei Refused.
Lato A
1. REV001
2. Malfire
3. I Wanna Watch the World Burn

Lato B
1. I'm Not OK/Rather Be Dead
2. Economy of Death

## Formazione
- Dennis Lyxzén – voce
- David Sandström – batteria
- Kristofer Steen – chitarra
- Magnus Flagge – basso
- Mattias Bärjed – chitarra